# Leptophis nebulosus
Leptophis nebulosus är en ormart som beskrevs av Oliver 1942. Leptophis nebulosus ingår i släktet Leptophis och familjen snokar. Inga underarter finns listade i Catalogue of Life.
Denna orm förekommer med flera från varandra skilda populationer från södra Honduras över Nicaragua till Costa Rica och kanske fram till nordvästra Panama. Den lever i låglandet och i bergstrakter upp till 1600 meter över havet. Arten vistas i regnskogar som kan vara ursprungliga eller återskapade. Individerna är aktiva på dagen och de klättrar främst i den låga växtligheten. Födan utgörs av ödlor och grodor. Honor lägger ägg.
I begränsade regioner kan beståndet påverkas av skogsröjningar. Hela populationen anses vara stabil. IUCN listar Leptophis nebulosus som livskraftig (LC).